# کارونکل اشکی
کارونکِل اشکی یک برآمدگیِ پوستیِ کوچک و صورتی رنگ در چشم‌گوشه (کانتوس داخلی) در چشم انسان است که از غدد عروقی تغییریافته ساخته شده و به داخل فولیکولِ موهای ظریف باز می‌شوند. کارونکِل اشکی از غدد سباسه و غدد چربی پوست ساخته شده است.

## تصاویر اضافی

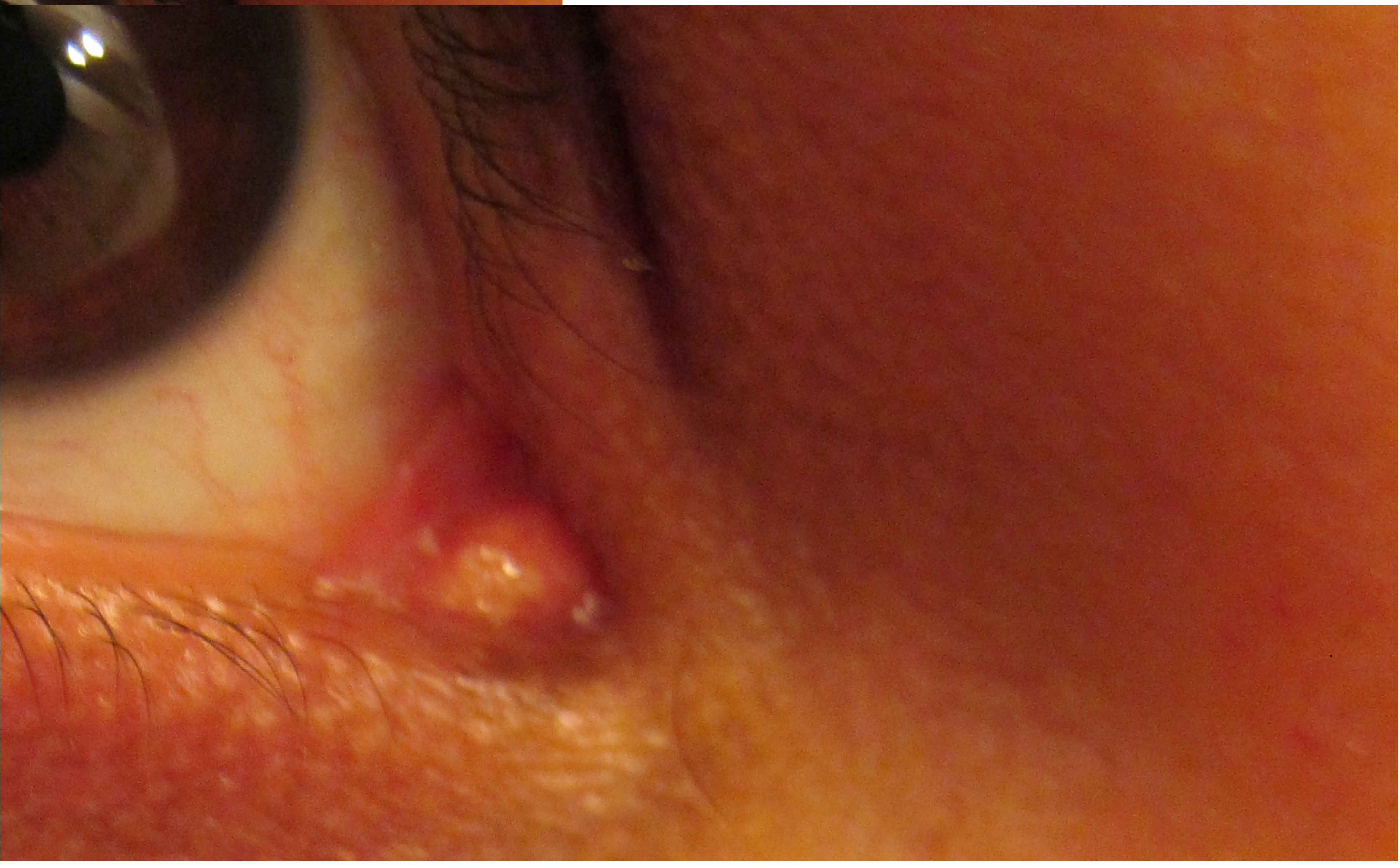
یک ضایعه ی کوچکِ سفید در کارونکل اشکی، به احتمال زیاد، کیست